# Mittelberg
Mittelberg est une commune autrichienne du Vorarlberg.

## Géographie
La commune de Mittelberg couvre le territoire du Kleinwalsertal, vallée sans aucune communication routière directe avec le reste du Vorarlberg (transit par le territoire allemand obligatoire).

## Démographie
| 2016  | 2018  |
| ----- | ----- |
| 4 860 | 4 962 |